# Warre Noiron
Warre Noiron, né le 5 janvier 2005, est un patineur de vitesse sur piste courte belge.

## Carrière

### Championnats d'Europe 2025
Aux Championnats d'Europe de patinage de vitesse sur piste courte 2025 à Dresde, il est médaillé de bronze avec le relais masculin.

## Palmarès

### Championnats d'Europe
- Dresde 2025 :
  -  Médaille de bronze en relais masculin.